# 高等行政法院
高等行政法院，是中華民國的二級法院，屬於行政法院，目前已建置的高等行政法院有臺北高等行政法院、臺中高等行政法院及高雄高等行政法院，高等行政法院以最高行政法院為上級審法院。